# 50 First Dates
50 First Dates (Como si fuera la primera vez en Hispanoamérica o 50 primeras citas en España) es una comedia romántica estadounidense del año 2004, dirigida por Peter Segal, protagonizada por Adam Sandler y Drew Barrymore, y con Rob Schneider, Sean Astin, Lusia Strus, Blake Clark y Dan Aykroyd en papeles secundarios. La película sigue la historia de Henry Roth, un veterinario marino mujeriego que se enamora de una profesora de arte llamada Lucy Whitmore. Sin embargo, cuando Henry descubre que Lucy tiene amnesia y lo olvida al dormirse, este decide conquistarla cada día.
La mayor parte de la película se rodó en locaciones de Oahu, Hawái, en la costa de Barlovento y la costa norte. Sandler y Barrymore ganaron un premio MTV Movie Award al Mejor Equipo en Pantalla.
La película recibió críticas generalmente mixtas, pero fue un éxito comercial. Posteriormente, se rehizo en La India como Satyabhama (2007, en telugu)  y como Ormayundo Ee Mukham (2014, en malabar), en Japón como 50 First Kisses (2018), en Irán como Chap dast (2005) y en México como Como si fuera la primera vez (2019). La película marca la segunda de las tres ocasiones en las que Sandler y Barrymore trabajaron juntos: la primera fue en The Wedding Singer (1998) y la tercera en Blended (2014), ambas películas dirigidas por Frank Coraci. Durante los créditos finales, se presentó una dedicatoria a la memoria del padre de Sandler, Stanley, quien había fallecido de cáncer de pulmón a los 68 años el 9 de septiembre de 2003.

## Argumento
Henry Roth (Adam Sandler), un veterinario marino que vive en Hawái, conoce casualmente una mañana a Lucy Whitmore (Drew Barrymore), una profesora de arte, en una cafetería. Ambos entablan relación, pero pronto se descubre que Lucy sufre de una variante de amnesia anterógrada ficticia llamada Síndrome de Goldfield a consecuencia de un accidente sufrido un año antes. El resultado es que no tiene ningún recuerdo de nada que haya pasado entre el día del accidente y el presente porque Lucy es incapaz de convertir la memoria a corto plazo en memoria a largo plazo. Cada mañana al despertar, Lucy pierde todos sus recuerdos del día anterior y cree que cada día es el 13 de octubre del 2002. Su hermano, Doug (Sean Astin), y su padre, Marlin (Blake Clark), actúan como si fuera ese día, el cumpleaños de Marlin, para así evitar que Lucy descubra que tuvo el accidente y sufra por ello.
A causa de la situación especial de Lucy, Henry se esfuerza en conseguir nuevas e imaginativas maneras de llamar su atención cada día, a pesar de que Marlin, Doug y los empleados de la cafetería le advierten que no siga yendo a aprovecharse de la situación. Henry deja de acudir a la cafetería, pero se coloca en el camino entre el local y la casa de Lucy. Marlin y Doug acaban descubriéndolo porque Lucy canta «Wouldn't It Be Nice» mientras pinta el garaje cada vez que se encuentra con Henry. Así pues, gracias a la determinación que pone Henry y a que Lucy se siente feliz cuando lo ve, Marlin y Doug terminan permitiéndole ver a Lucy. Al día siguiente, Henry aparece en su casa con un video que explica el accidente y todo lo que ha pasado desde entonces. A partir de ese momento, empiezan a salir.
Una mañana, Lucy despierta junto a Henry en su cama después de haber pasado la noche juntos. Al no recordarlo, no lo reconoce y lo ataca. Henry sale de la habitación y luego Lucy oye una conversación de Henry y el doctor Keats (Dan Aykroyd). Hablan de que Henry no disfrutará de su sueño, explorar el Ártico, porque ha decidido quedarse con Lucy pensando esperanzado que recuerde el día a día. Lucy rompe con él porque tiene la sensación de que está apartando a Henry de sus sueños y para no dejar ningún rastro, quema las páginas donde hablaba de Henry en su diario personal y la cinta de video Buenos días Lucy.
Henry es incapaz de seguir con su vida sin Lucy, pero decide finalmente irse al Ártico. Antes de partir, Marlin y Doug lo visitan y le dicen que ella está siguiendo con su vida, consciente cada día de su enfermedad y que además anda feliz cantando siempre su canción «Wouldn't It Be Nice». Antes de dejarlo solo, Marlin le regala un CD de los Beach Boys. Henry cree que el hecho de que esté feliz y cante la canción es una señal de que Lucy lo recuerda y vuelve al centro para personas con problemas de memoria, donde Lucy había decidido vivir dando clases de arte para no ser una carga para su padre y para Doug. Cuando Henry entra y le pregunta a Lucy si lo recuerda, ella le contesta que no, pero le pide que la acompañe a su estudio. Para su sorpresa, Henry ve una habitación llena de pinturas de él mismo en diferentes estilos artísticos. Ella le dice que no sabe por qué los ha pintado, pero que sueña con él todas las noches. Henry le explica la relación que tuvo con ella y un beso finaliza la escena.
Hacia el final de la película, Lucy despierta en un lugar extraño, pero al ver un vídeo se da cuenta de que se ha casado con Henry. Al subir las escaleras, se percata de que está en un barco en el Ártico, viajando con Henry, con su pequeña hija, Nicole, y con su padre, Marlin.
La canción «Over the Rainbow», interpretada por Israel Kamakawiwoʻole, suena mientras el barco Sea Serpent sigue navegando.

## Reparto

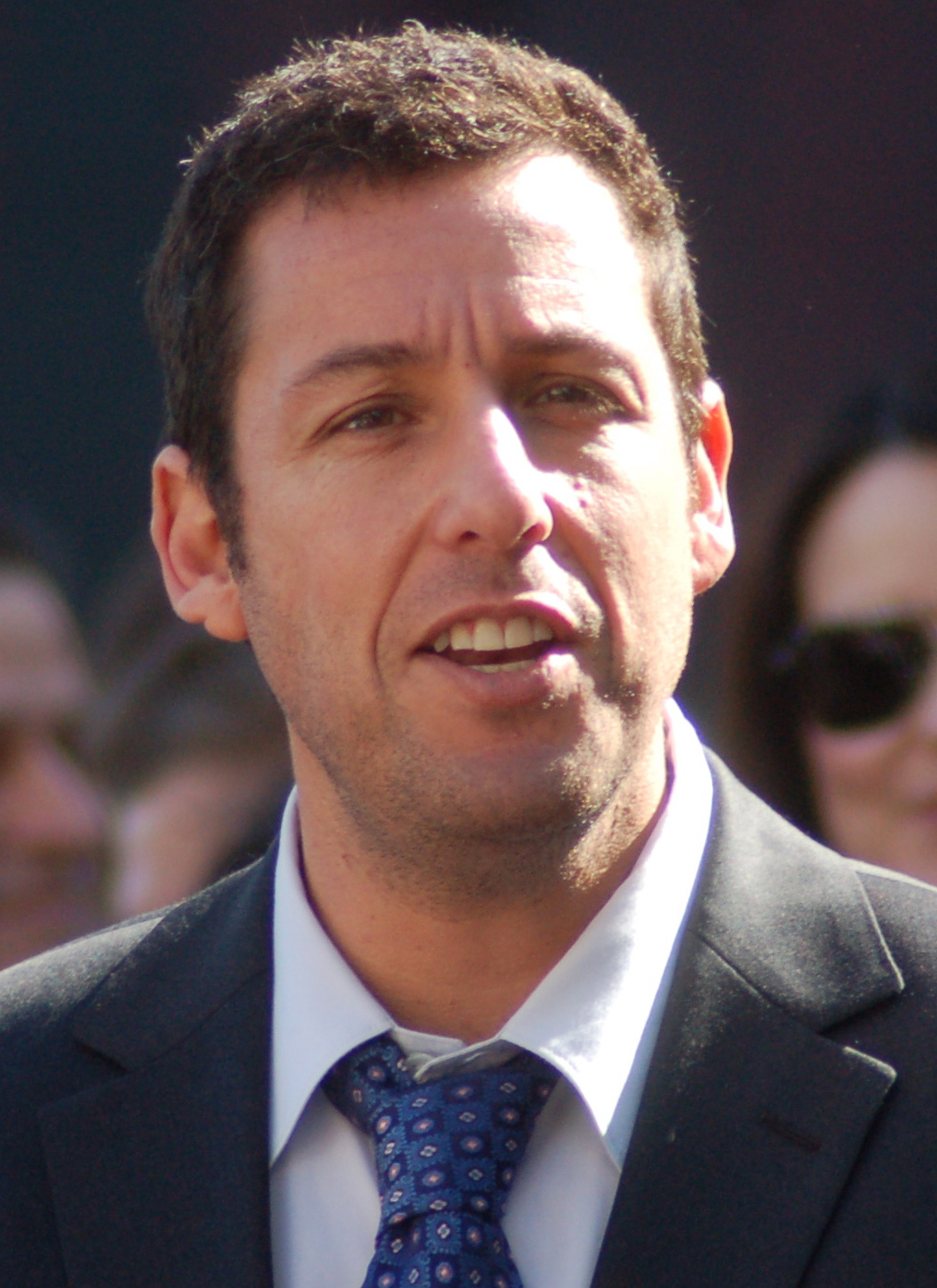
Adam Sandler es Henry.

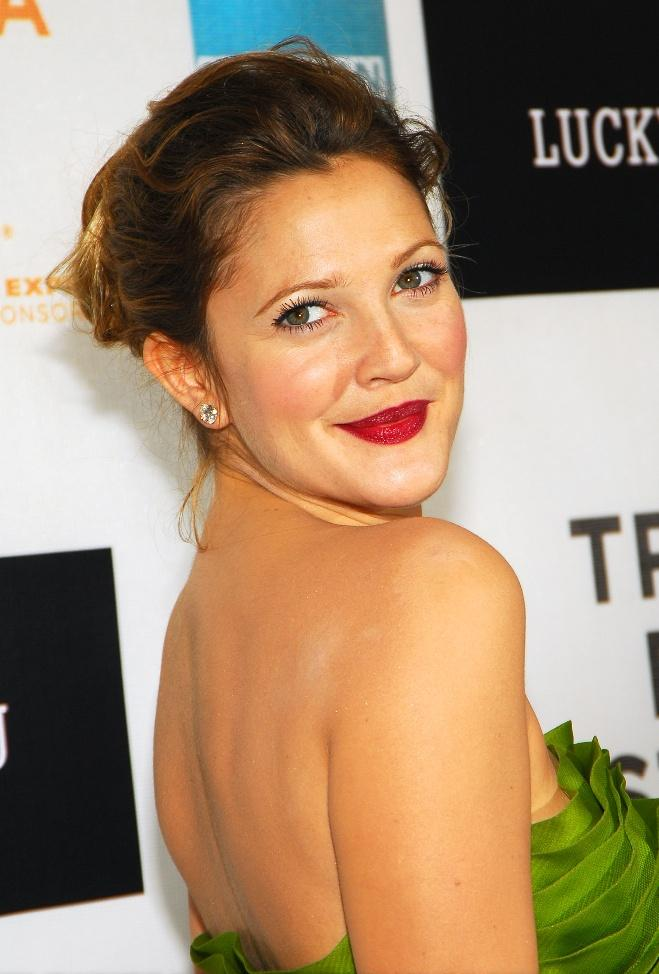
Drew Barrymore es Lucy.

- Adam Sandler como Henry Roth: un veterinario marino con el hábito de cortejar a las mujeres y de tener miedo al compromiso.
- Drew Barrymore como Lucy Whitmore: el interés amoroso de Henry que sufre de amnesia anterógrada.
- Rob Schneider como Ula: el asistente y mejor amigo de Henry, nativo hawaiano, rico y fumador de marihuana, que está infelizmente casado con una mujer nativa con sobrepeso, y tiene cinco hijos pequeños y talentosos en el deporte.
- Sean Astin como Douglas «Doug» Whitmore: el hermano mayor de Lucy que es un culturista ceceante y dependiente de esteroides.
- Blake Clark como Marlin Whitmore: el padre viudo de Lucy y un pescador profesional.
- Lusia Strus como Alexa: la asistente de Henry, de género ambiguo, y de origen europeo del este.
- Dan Aykroyd como el Dr. Joseph Keats: un médico especializado en trastornos cerebrales.
- Amy Hill como Sue: la gerente de la cafetería Hukilau y amiga de Lucy y de su difunta madre.
- Pomaika'i Brown como Nick: el cocinero de la cafetería Hukilau y esposo de Sue.
- Allen Covert como Ten-Second Tom: un paciente de hospital con un grave deterioro de la memoria.
- Maya Rudolph como Stacy: la amiga embarazada de Lucy durante la fiesta en la playa.
- Missi Pyle como Noreen: una abogada fiscal que Henry conoce en un bar.[6]
- Sivuqaq como Jocko: una morsa del parque y uno de los amigos animales de Henry.[7]
- Lynn Collins como Linda.
- Jonathan Loughran como Jennifer.
- Kevin James como el trabajador de una fábrica.
- Kristin Bauer como una mujer que trabaja de bombero.
- Peter Dante como un guardia de seguridad.
- Wayne Federman como un paciente.
- Glen Chin como un cliente de la cafetería Hukilau.
- Nika King como la dueña de un salón.
- Jackie Sandler como una dentista.
- Katheryn Winnick como una mujer joven.
- Scott Menville como el cliente de un restaurante.

## Doblaje
| Personaje        | Actor original  | Actor de doblaje     | Actor de doblaje |
| Personaje        | Actor original  | Hispanoamérica       | España           |
| ---------------- | --------------- | -------------------- | ---------------- |
| Henry Roth       | Adam Sandler    | Gabriel Cobayassi    | José Posada      |
| Lucy Whitmore    | Drew Barrymore  | Jessica Ortiz        | Mar Bordallo     |
| Ula              | Rob Schneider   | Sergio Zaldívar      | Alberto Mieza    |
| Doug Whitmore    | Sean Astin      | Irwin Daayán         | Jordi Pons       |
| Marlin Whitmore  | Blake Clark     | Emilio Guerrero      | Pepe Mediavilla  |
| Sue              | Amy Hill        | Gloria Obregón       | Juana Beuter     |
| Dr. Joseph Keats | Dan Aykroyd     | Pedro D'Aguillón Jr. |                  |
| Alexa            | Lusia Strus     | Magda Giner          |                  |
| Noreen           | Missi Pyle      | Elena Ramírez        |                  |
| Linda            | Lynn Collins    |                      | Noemí Bayarri    |
| Nick             | Pomaika'i Brown |                      | Rafael Calvo     |
| Tom              | Allen Covert    |                      | Xavier Fernández |

## Producción
El 29 de octubre de 2002, Variety informó que Columbia Pictures había comprado un guion especulativo del guionista George Wing, titulado 50 First Kisses, con Adam Sandler y Drew Barrymore inicialmente en negociaciones para protagonizar los papeles principales. Barrymore se convenció del guion y le escribió una carta a Sandler sugiriendo que sería su próxima película juntos desde The Wedding Singer. Sandler se unió al elenco en diciembre de 2002 y fue anunciado como coproductor bajo su estudio cinematográfico Happy Madison Productions junto con Anonymous Content de Steve Golin. Sandler luego le recomendó el guion al director Peter Segal mientras trabajaban en la posproducción de Anger Management. Segal aceptó dirigir, lo que le dejó solo dos días de descanso antes del rodaje. Segal reveló que el estudio había cambiado el título original a 50 First Dates porque «el equipo de marketing descubrió que el término 'besos' desalentaba a los chicos».
Aunque el guion se le atribuye principalmente a George Wing; Lowell Ganz, Babaloo Mandel, Tim Herlihy y Allen Covert también realizaron reescrituras no acreditadas. Sandler también reelaboró el guion, transformando significativamente su género de drama a comedia. Otros cambios que Sandler realizó al guion incluyeron trasladar la ambientación de Seattle a Hawái y reescribir una buena cantidad de escenas de interiores que transcurren en una cafetería. El director Segal consideró que estas escenas eran «muy claustrofóbicas», además de derivar de Mi cena con André, lo que animó a Sandler a reescribirlas y trasladar la locación a Kualoa Ranch. Sandler sobre rodar en Hawái comentó «me pareció el mejor lugar posible por muchas razones. No se ven muchas películas ambientadas allí, así que fue una gran experiencia filmar en un lugar diferente. Y es un lugar espectacularmente hermoso para una comedia romántica».
La mayor parte de la película se rodó en locaciones de Kaneohe, Kaaawa, Wahiawa, Makapuʻu, Waimanalo y Honolulu, así como en la bahía de Kaneohe en 2003. El tanque de las morsas de la película está realmente en Vallejo, California, en el Six Flags Discovery Kingdom y el campo de golf se encuentra en Los Ángeles, California. El barco «Sea Serpent» es un 51' Formosa que lo posee una familia que vive a bordo en Oahu, siendo su nombre real el «Viking Spirit». Además, el entrenador de los leones marinos en la vida real aparece en la película como tal. Mientras que el Café Hukilau donde Barrymore y Sandler desayunaban cada mañana sigue en pie en Laie, Hawái. La escena de los créditos de apertura de Hawái es el sombrero de Chinaman, un destino popular en sí mismo. El camino por el que conducían cada día está ubicado en el valle de Kaaawa, una popular locación de rodaje dentro de Kualoa Ranch que se puede ver a través del tour del sitio de rodaje proporcionado por la finca. La finca también vendió mercadería relacionada con esta película y otras películas filmadas allí. Debido al alto costo de filmar fuera de la zona del estudio, algunas escenas de interiores (como dentro de la residencia Whitmore) se filmaron en sets en Los Ángeles decorados para parecer como si estuvieran en Hawái.

## Crítica y audiencia
En Rotten Tomatoes, 50 First Dates tiene una puntuación del 45% basada en 175 reseñas, con una calificación promedio de 5.4/10. El consenso del sitio web afirma: «El humor grotesco eclipsa la química natural entre Adam Sandler y Drew Barrymore, quienes aportan energía y humor a esta historia sobre una chica con pérdida de memoria a corto plazo y el chico que intenta conquistarla». En Metacritic, la película tiene una puntuación del 48% basada en 38 reseñas, lo que indica reseñas «mixtas o regulares». El público encuestado por CinemaScore le dio a la película una calificación de A− en una escala de A a F.
Los críticos que disfrutaron de la película (como A. O. Scott, del New York Times) elogiaron la inspiradora historia, aunque lamentaron la cantidad aparentemente excesiva e incongruente de humor crudo y referencias a drogas. Roger Ebert le dio tres de cuatro estrellas, diciendo: «La película es una especie de experimento para Sandler. Revela el lado cálido de su personalidad y deja atrás la hostilidad, la ira y el humor grosero... La película no tiene la complejidad ni la profundidad de El día de la marmota... pero como entretenimiento es congraciadora y adorable». Rex Reed fue mordaz en su reseña para The New York Observer, calificando la película de «estúpida, grosera y abismalmente poco divertida», al tiempo que destacaba el humor ofensivo sobre el daño cerebral.
Sandler y Barrymore ganaron el premio al Mejor Equipo en Pantalla en los Premios MTV de 2004. Ambos actores, que ya habían trabajado juntos en la película The Wedding Singer, consideraron a 50 First Dates como una de sus colaboraciones favoritas autocalificándose como «almas gemelas» profesionales.

## Representación de la amnesia
La amnesia anterógrada es una afección en la que se pierde la capacidad de formar nuevos recuerdos tras un daño cerebral. El daño al hipocampo, ubicado en el lóbulo temporal medial del cerebro, se ha asociado ampliamente como un factor determinante de la gravedad de la afección.
En un artículo publicado en The BMJ sobre la representación de la amnesia en el cine, la neuropsicóloga clínica Sallie Baxendale escribió que 50 First Dates «mantiene una venerable tradición cinematográfica al retratar un síndrome amnésico que no guarda relación con ninguna afección neurológica o psiquiátrica conocida». Los síndromes amnésicos auténticos suelen ser consecuencia de un ictus, una infección cerebral o una neurocirugía; en muy raras ocasiones, la amnesia se debe únicamente a accidentes de tráfico.
En un caso, la británica Michelle Philpots sufrió lesiones cerebrales traumáticas tras dos accidentes automovilísticos en 1985 y 1990. Posteriormente, desarrolló epilepsia en 1994, lo que le provocó amnesia anterógrada. No recordaba nada posterior a 1994 y también sufría pérdida de memoria a corto plazo en minutos. Su condición provocó que la despidieran de su trabajo de oficina tras fotocopiar un mismo documento una y otra vez, olvidando que ya había terminado la tarea. Cada mañana, se despertaba creyendo que es 1994, y su esposo, a quien conoció antes del accidente, tenía que convencerla de su matrimonio de 1997, usando un álbum de fotos como prueba.
En 2010, investigadores describieron a una mujer que desarrolló un tipo similar de deterioro de la memoria tras sufrir un accidente automovilístico. Se describió que su memoria era normal para los eventos del mismo día, con recuerdos del día anterior que se perdían cada noche. Sin embargo, una prueba neuropsicológica reveló cierta mejora en la capacidad de recordar tareas que, sin saberlo, había realizado el día anterior. Aunque la mujer afirmó no haber visto 50 First Dates antes de su accidente de 2005 (pero la había visto varias veces desde entonces), afirmó que Drew Barrymore era su actriz favorita, lo que llevó a los investigadores a concluir que su condición podría haber estado influenciada por el conocimiento de la trama de la película y su impacto en su comprensión de la amnesia.
En julio de 2015, se descubrió que dos personas padecían un tipo de amnesia anterógrada similar a la que se muestra en la película. Uno de ellos fue un hombre del Reino Unido, originario de Alemania. Se despertaba cada día pensando que era el 14 de marzo de 2005, porque ese día se sometió a anestesia para un procedimiento dental que le provocó esta afección como una complicación rara e inexplicable (sin embargo, su amnesia anterógrada, al igual que la de otras personas con esta afección, le hacía olvidar hechos no a diario, sino en 90 minutos). La otra persona fue una mujer que, según se informó, creía que todos los días eran el 15 de octubre de 2014; ella estaba de visita en el Hospital General de Kettering por una lesión de kick boxing cuando resbaló y se golpeó la cabeza contra un poste de metal.

### Aplicación en el mundo real
En 2015, el Hogar Hebreo de Riverdale, Bronx, inició un programa experimental en el que residentes con demencia temprana veían un video cada mañana con mensajes reconfortantes y recordatorios de familiares que quizás aún conocían. El programa se evaluaría para la posible inclusión de más residentes. Robert Abrams, del Hospital presbiteriano de Nueva York, consideró esta idea «innovadora y reflexiva». Charlotte Dell, directora de servicios sociales del hogar, comentó que el programa experimental se inspiró en 50 First Dates.

## Adaptaciones

### Cine
En el 2019, se estrenó una adaptación mexicana titulada Como si fuera la primera vez, protagonizada por Vadhir Derbez y Ximena Romo.

### Teatro
El 12 de mayo de 2025, se anunció que una adaptación musical teatral basada en la película se estrenaría en The Other Palace en Londres, dirigida y coreografiada por Casey Nicholaw en otoño de 2025.

## Estreno
| País                   | Estreno                                                |
| ---------------------- | ------------------------------------------------------ |
| Canadá                 | Viernes, 13 de febrero de 2004                         |
| Estados Unidos         | Viernes, 13 de febrero de 2004                         |
| Rusia                  | Jueves, 4 de marzo de 2004                             |
| Australia              | Jueves, 25 de marzo de 2004                            |
| Suecia                 | Viernes, 26 de marzo de 2004                           |
| Malasia                | Jueves, 1 de abril de 2004                             |
| Tailandia              | Jueves, 1 de abril de 2004                             |
| Islandia               | Viernes, 2 de abril de 2004                            |
| Noruega                | Viernes, 2 de abril de 2004                            |
| México                 | Miércoles, 7 de abril de 2004                          |
| Finlandia              | Viernes, 9 de abril de 2004                            |
| India                  | Viernes, 9 de abril de 2004                            |
| Irlanda                | Viernes, 9 de abril de 2004                            |
| Reino Unido            | Viernes, 9 de abril de 2004                            |
| Croacia                | Jueves, 15 de abril de 2004                            |
| Nueva Zelanda          | Jueves, 15 de abril de 2004                            |
| Corea del Sur          | Viernes, 16 de abril de 2004                           |
| Alemania               | Jueves, 22 de abril de 2004                            |
| Hong Kong              | Jueves, 22 de abril de 2004                            |
| Portugal               | Jueves, 22 de abril de 2004                            |
| Singapur               | Jueves, 22 de abril de 2004                            |
| Suiza                  | Jueves, 22 de abril de 2004 (Región germanoparlante)   |
| Austria                | Viernes, 23 de abril de 2004                           |
| Kenia                  | Viernes, 23 de abril de 2004                           |
| España                 | Viernes, 23 de abril de 2004                           |
| Argentina              | Jueves, 29 de abril de 2004                            |
| Hungría                | Jueves, 29 de abril de 2004                            |
| Brasil                 | Viernes, 30 de abril de 2004                           |
| Estonia                | Viernes, 30 de abril de 2004                           |
| Letonia                | Viernes, 30 de abril de 2004                           |
| Panamá                 | Viernes, 30 de abril de 2004                           |
| Turquía                | Viernes, 30 de abril de 2004                           |
| Egipto                 | Miércoles, 5 de mayo de 2004                           |
| Indonesia              | Miércoles, 5 de mayo de 2004                           |
| Jordania               | Miércoles, 5 de mayo de 2004                           |
| Serbia                 | Jueves, 6 de mayo de 2004                              |
| Bulgaria               | Viernes, 7 de mayo de 2004                             |
| Israel                 | Jueves, 13 de mayo de 2004                             |
| Perú                   | Jueves, 3 de junio de 2004                             |
| Eslovenia              | Jueves, 3 de junio de 2004                             |
| Rumania                | Viernes, 4 de junio de 2004                            |
| Líbano                 | Jueves, 10 de junio de 2004                            |
| Países Bajos           | Jueves, 10 de junio de 2004                            |
| Lituania               | Viernes, 11 de junio de 2004                           |
| Baréin                 | Miércoles, 16 de junio de 2004                         |
| Omán                   | Miércoles, 16 de junio de 2004                         |
| Emiratos Árabes Unidos | Miércoles, 16 de junio de 2004                         |
| República Checa        | Jueves, 17 de junio de 2004                            |
| Grecia                 | Viernes, 18 de junio de 2004                           |
| Italia                 | Viernes, 18 de junio de 2004                           |
| Sudáfrica              | Viernes, 18 de junio de 2004                           |
| China                  | Viernes, 25 de junio de 2004                           |
| Dinamarca              | Viernes, 25 de junio de 2004                           |
| Bélgica                | Miércoles, 30 de junio de 2004                         |
| Francia                | Miércoles, 30 de junio de 2004                         |
| Suiza                  | Miércoles, 30 de junio de 2004 (Región francoparlante) |
| Eslovaquia             | Jueves, 1 de julio de 2004                             |
| Nigeria                | Viernes, 9 de julio de 2004                            |
| Ecuador                | Viernes, 23 de julio de 2004                           |
| Uruguay                | Viernes, 23 de julio de 2004                           |
| Bolivia                | Jueves, 29 de julio de 2004                            |
| Polonia                | Viernes, 30 de julio de 2004                           |
| Colombia               | Viernes, 6 de agosto de 2004                           |
| Kuwait                 | Miércoles, 11 de agosto de 2004                        |
| Chile                  | Jueves, 12 de agosto de 2004                           |
| Venezuela              | Viernes, 20 de agosto de 2004                          |
| Japón                  | Sábado, 18 de junio de 2005                            |

### Medios domésticos
50 First Dates se lanzó en DVD y VHS el 15 de junio de 2004.

## Banda sonora
La banda sonora incluye versiones de las canciones que originalmente fueron grabadas en los años 80 y 90. Incluye en su mayoría reggae o ska ya que su emphasized upbeat recuerda un estilo más tropical o hawaiano. La banda sonora también fue un éxito comercial moderado, alcanzando el puesto 30 en el Billboard 200 y el número 1 en las listas Top Soundtracks y Top Reggae Albums de Estados Unidos.
A pesar de ocupar un lugar destacado en la película, ni «Wouldn't It Be Nice» de los Beach Boys de 1966 ni «Somewhere Over the Rainbow/What a Wonderful World» de Israel Kamakawiwoʻole de 1990 se incluyeron en la banda sonora.
La banda sonora fue producida por el líder de 311, Nick Hexum. 311 proporcionó una versión de «Lovesong» de The Cure que se escucha durante los créditos finales de la película.

### Lista de canciones
| Pista | Título                                                                                 | Intérprete                                         | Duración |
| ----- | -------------------------------------------------------------------------------------- | -------------------------------------------------- | -------- |
| 1     | «Hold Me Now» (Originalmente grabado por los Thompson Twins)                           | Wayne Wonder                                       | 4:12     |
| 2     | «Lovesong» (Originalmente grabado y escrito por The Cure)                              | 311                                                | 3:28     |
| 3     | «Lips Like Sugar» (Originalmente grabado por Echo and the Bunnymen)                    | Seal y Mikey Dread                                 | 5:00     |
| 4     | «Your Love (L.O.V.E. Reggae Mix)» (Originalmente grabado por The Outfield)             | Wyclef Jean y Eve                                  | 4:13     |
| 5     | «Drive» (Originalmente grabado por The Cars)                                           | Ziggy Marley de Ziggy Marley and the Melody Makers | 4:26     |
| 6     | «True» (Originalmente grabado por Spandau Ballet)                                      | Will.i.am y Fergie de The Black Eyed Peas          | 4:24     |
| 7     | «Slave to Love» (Originalmente grabado por Bryan Ferry)                                | Elan Atias y Gwen Stefani de No Doubt              | 3:55     |
| 8     | «Every Breath You Take» (Originalmente grabado por The Police)                         | UB40                                               | 4:23     |
| 9     | «The Ghost in You» (Originalmente grabado por Psychedelic Furs)                        | Mark McGrath de Sugar Ray                          | 3:01     |
| 10    | «Friday I'm in Love» (Originalmente grabado y escrito por The Cure)                    | Dryden Mitchell de Alien Ant Farm                  | 3:21     |
| 11    | «Breakfast in Bed» (Originalmente grabado por Dusty Springfield/UB40 y Chrissie Hynde) | Nicole Scherzinger de The Pussycat Dolls           | 3:36     |
| 12    | «I Melt with You» (Originalmente grabado por Modern English)                           | Jason Mraz                                         | 3:36     |
| 13    | «Forgetful Lucy»                                                                       | Adam Sandler                                       | 1:51     |

### Otras canciones dentro de la película
| Pista | Intérprete                       | Título |
| ----- | -------------------------------- | --- |
| 1     | The Beach Boys                   | «Wouldn't It Be Nice»                                                                                                   |
| 2     | The Cure                         | «Boys Don't Cry» |
| 3     | The Beat                         | «Hands Off She's Mine»                                                                                                  |
| 4     | The Flaming Lips                 | «Do You Realize» |
| 5     | Wyclef Jean                      | «Baby» |
| 6     | Israel Kamakawiwoʻole            | «Somewhere Over the Rainbow/What a Wonderful World» en popurrí (Originalmente grabado por Judy Garland/Louis Armstrong) |
| 7     | The Maile Serenaders             | «My Sweet Sweet» |
| 8     | The Makaha Sons Of Ni'Ihau       | «Aloha Ka Manini» |
| 9     | Manfred Mann's Earth Band        | «Blinded by the Light»                                                                                                  |
| 10    | Bob Marley & The Wailers         | «Could You Be Loved» y «Is This Love»                                                                                   |
| 11    | Paul McCartney y Linda McCartney | «Another Day» |
| 12    | No Doubt                         | «Underneath It All» |
| 13    | O-Shen                           | «Throw Away The Gun» |
| 14    | Harve Presnell                   | «They Call the Wind Mariah»                                                                                             |
| 12    | Leon Redbone y Ringo Starr       | «My Little Grass Shack In Kealakekua, Hawaii»                                                                           |
| 13    | Adam Sandler y Rob Schneider     | «Ula's Luau Song» |
| 14    | Snoop Dogg                       | «From tha Chuuuch to da Palace»                                                                                         |
| 15    | 311                              | «Amber» y «Rub A Dub»                                                                                                   |
| 15    | Toots & the Maytals              | «Pressure Drop» |
| 16    | The Ventures                     | «Hawaii Five-O» |
| 17    | Patty and Mildred Hill           | «Happy Birthday to You»                                                                                                 |

## Datos

### Coincidencias
Una notable coincidencia es en el primer vídeo de Henry, cuando la pantalla muestra que los «Red Sox ganan el campeonato mundial» y, a continuación dice «Just Kidding» (¡Es broma!). Esto hace referencia a la 2003 American League Championship Series aunque la película se estrenó en febrero de 2004. Más tarde, ese mismo año, los Boston Red Sox ganarían sorprendentemente la 2004 World Series por primera vez desde 1918. Casualmente, la próxima película de Drew Barrymore sería Amor en juego, que coprotagoniza con Jimmy Fallon como un fanático de los Boston Red Sox y la acción se produce en la temporada del campeonato de 2004 de béisbol.